# رومانسية (فلم 1930)
رومانسية (بالإنجليزية: Romance) هو فيلم أبيض وأسود درامي رومانسي أمريكي إنتاج عام 1930 من قبل مترو غولدوين ماير من إخراج كلارنس براون وبطولة غريتا غاربو ولويس ستون وجافين جوردون، تم تكيف الفيلم من قبل إدوين جوستوس ماير وبس ميريديث من مسرحية للكاتب إدوارد شيلدون عام 1913، حصل المخرج كلارنس براون على ترشيح أفضل مخرج وكذلك حصلت الممثلة جريتا جاربو على ترشيح أفضل ممثلة.

## ملخص الفيلم
في ليلة رأس السنة أخبر هاري جده وهو أسقف، أنه ينوي الزواج من ممثلة على الرغم من أن ذلك يثير استياء طبقته الاجتماعية. ومع ذلك، يروي جده قصة تحذيرية عن علاقة حب كبيرة مع "امرأة سقطت" خلال فترة شبابه.
عندما يبلغ من العمر 28 عامًا، يلتقي توم أرمسترونج ابن عائلة أرستقراطية وعميد القديس جايلز، بنجمة الأوبرا الإيطالية الشهيرة ريتا كافاليني في حفلة مسائية أقامها كورنيليوس فان تويل. يقع توم في حب ريتا على الرغم من وجود شائعات بأنها عشيقة فان تويل. لا توافق عائلة توم على ريتا، لكنه يواصل ملاحقتها حتى يكتشف أنها كانت تكذب عليه بشأن الطبيعة الحقيقية لعلاقتها مع فان تويل. على الرغم من أنه يغفر لها ويحبها، إلا أن حياتهم المختلفة وطبقاتهم الاجتماعية المختلفة تجعل الارتباط غير مقبول. في النهاية تزوج توم من جدة هاري، في نهاية مفاجئة ينصح هاري بالزواج من المرأة التي يحبها بغض النظر عن العواقب.

## طافم التمثيل
- غريتا غاربو في دور ريتا كافاليني

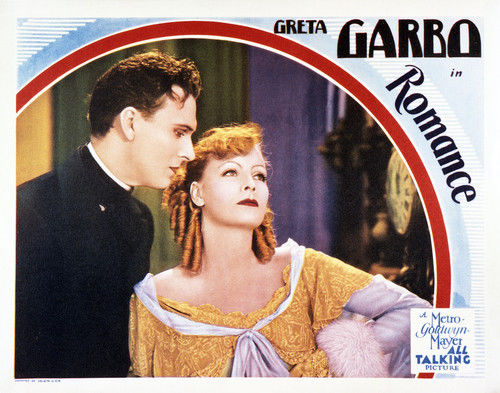

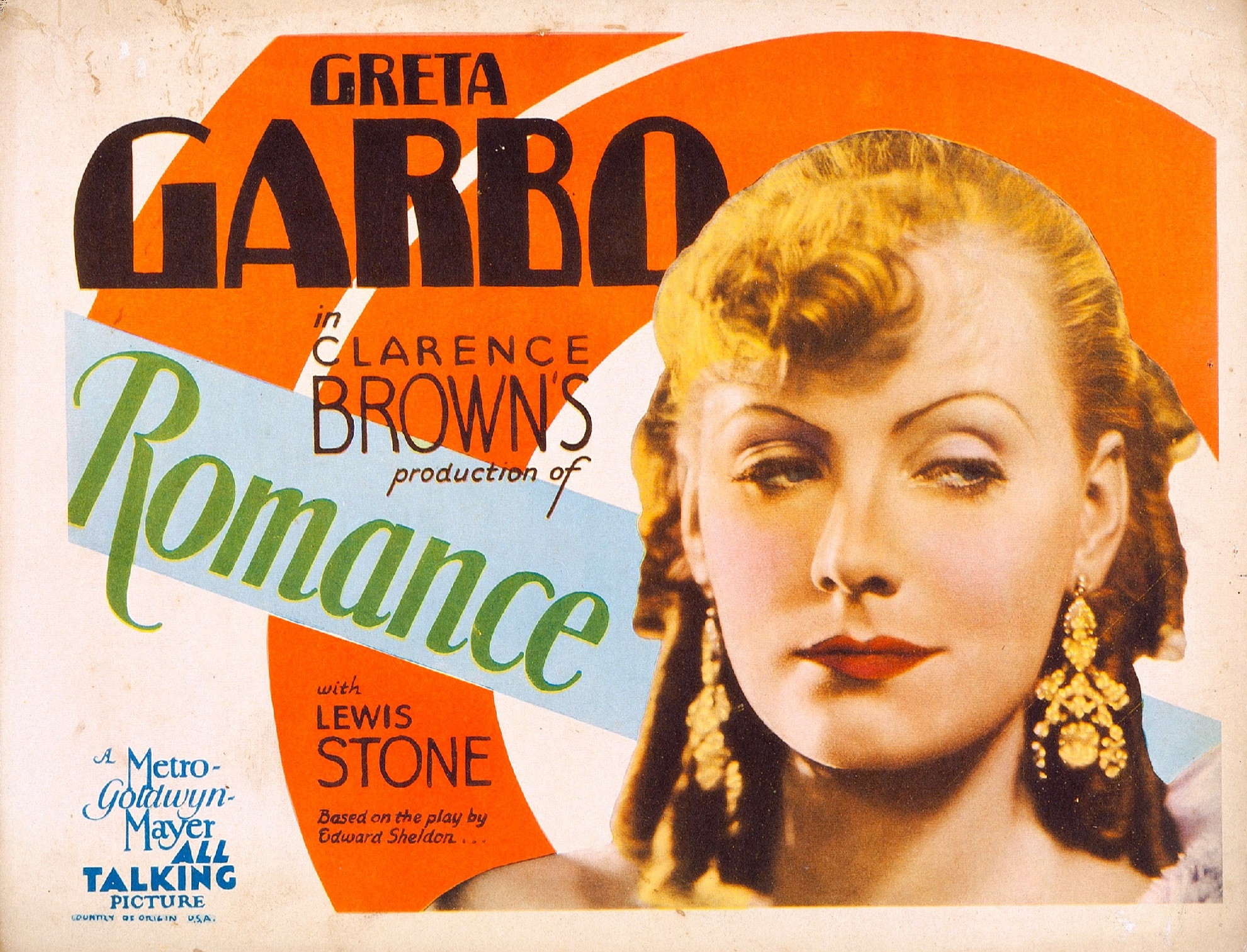

- لويس ستون في دور كورنيليوس فان تويل
- غافن غوردون في دور توم أرمسترونغ
- إليوت نوغينت في دور هاري
- فلورنسا لاك في دور سوزان فان تويل
- كلارا بلانديك في دور أبيجيل أرمسترونج
- هنري أرميتا في دور بيبو
- ماتيلد كومونت في دور فانوتشي
- رينا دي ليغورو في دور نينا (تُنسب إلى الكونتيسة دي ليغورو)

## روابط خارجية
- رومانسية  في قاعدة بيانات الأفلام على الإنترنت (بالإنجليزية)
- رومانسية في قاعدة بيانات تيرنر كلاسيك موفيز للأفلام.
- رومانسية على موقع أول موفي.
- رومانسية على فهرس معهد الفيلم الأمريكي